# 宣陽坊
宣阳坊，在唐长安城朱雀門街東第三街之南，皇城東之第一街。南边是亲仁坊，北面是平康坊。东去则是东市。西以朱雀门东第三大街对着崇义坊。

## 坊间

### 萬年縣廨
在坊的东南隅，长安城设计者宇文恺所建，太平公主的婚礼在此举行，因为县衙的门太窄，想要垫高，唐高宗下诏说这是宇文恺的设计，不宜改动，于是作罢。此地另有榷鹽院。

### 淨域寺
隋文帝開皇五年建。隋恭帝禪位於唐后，住在这里直到去世。也是唐高祖太穆皇后宅邸。在这里，有张孝师的名作《地狱变》，画家王昭隱所画寺内佛像栩栩如真，吴道子甚至因此募凶杀害了昭隠。

### 奉慈寺
本来是中書令馬周宅，后成为韋嗣立宅。嗣立死后，杨贵妃姐姐号国夫人因着贵妃的势力，强行夺走了韦氏的住宅。

### 独孤明宅
与净域寺相近。天宝初年，独孤明府上一婢女与邻家士人幽会，双双在净域寺前被蛇所缠死。

### 竇毅宅
唐高祖太穆皇后之父的宅邸。宅西有皇後的歸寧院，宅南有杞公廟，奉祀窦毅。